# Mitja Lotrič
Mitja Lotrič (3 settembre 1994) è un calciatore sloveno, attaccante o ala svincolato.

## Carriera
Nella stagione 2010-2011 ha giocato 18 partite, segnando 3 gol, nella seconda serie slovena con la maglia del Mura 05, ottenendo la promozione.
Nella stagione 2011-2012 prende quindi parte al campionato di massima serie.

## Palmarès

### Club

#### Competizioni nazionali
- Coppa di Slovenia: 1

Koper: 2014-2015
- Supercoppa di Slovenia: 1

Koper: 2015